# 함흥산성
함흥산성(咸興山城)은 함경남도 함흥시에 있는 고려시대의 성이다. 고려 명장 윤관이 여진족을 물리치고 1108년 쌓은 것으로 알려져 있다. 